# Zapp II
Zapp II è il secondo album in studio del gruppo musicale statunitense Zapp, pubblicato nel 1982.

## Tracce
1. Dance Floor – 11:12
2. Playin' Kinda Ruff – 6:42
3. Doo Wa Ditty (Blow That Thing) – 4:59
4. Do You Really Want an Answer? – 6:40
5. Come On – 5:14
6. A Touch of Jazz (Playin' Kinda Ruff Part II) – 6:09